# Liste der Monuments historiques in Bussac-Forêt
Die Liste der Monuments historiques in Bussac-Forêt führt die Monuments historiques in der französischen Gemeinde Bussac-Forêt auf.

## Liste der Objekte
| Bezeichnung                 | Beschreibung                             | Standort                                   | Kennzeichnung | Schutzstatus | Datum | Bild |
| --------------------------- | ---------------------------------------- | ------------------------------------------ | ------------- | ------------ | ----- | ---- |
| Bodenfliesen                | Keramik, 19. Jahrhundert                 | in der Kirche St-Jean-Baptiste von Lugéras | PM17000881    | Inscrit      | 1976  |      |
| Empore                      | Holz, Ende des 18. Jahrhunderts          | in der Kirche St-Jean-Baptiste von Lugéras | PM17000882    | Inscrit      | 1976  |      |
| Tabernakel                  | Holz, 18. Jahrhundert                    | in der Kirche St-Jean-Baptiste von Lugéras | PM17000879    | Inscrit      | 1976  |      |
| Behältnis mit heiligen Ölen | Zinn, 18. Jahrhundert                    | in der Kirche Notre-Dame (Lage)            | PM17001577    | Inscrit      | 1989  |      |
| Skulptur Maria              | Holz, polychrom gefasst, 18. Jahrhundert | in der Kirche St-Jean-Baptiste von Lugéras | PM17000880    | Inscrit      | 1976  |      |
| Kommunionbank               | Holz, Ende des 18. Jahrhunderts          | in der Kirche St-Jean-Baptiste von Lugéras | PM17000883    | Inscrit      | 1976  |      |